# Edwin Jarvis
Edwin Jarvis er en fiktiv figur fra Marvels univers. Han er kendt fra Avengers-tegneserierne, som Tony Starks tjener.

## J.A.R.V.I.S.
I filmene om Marvel Cinematic Universe, er Jarvis et computerprogam fra Stark Industries, ved navn J.A.R.V.I.S. Han bliver stemmelagt af Paul Bettany.
I Avengers: Age of Ultron, får J.A.R.V.I.S., en fysisk krop ved navn Vision. Vision og Scarlet Witch, bliver derefter forelskede.